# Three Sisters, British Columbia
Three Sisters är bergstoppar i Kanada.   De ligger i provinsen British Columbia, i den södra delen av landet, 3 000 km väster om huvudstaden Ottawa.
Trakten runt Three Sisters består i huvudsak av gräsmarker. Trakten runt Three Sisters är nära nog obefolkad, med mindre än två invånare per kvadratkilometer.